# Sistema Colle
Il sistema Colle è un'apertura scacchistica che deriva il nome dal belga Edgar Colle che lo sviluppò negli anni '20 del XX secolo.
L'apertura è determinata dalle mosse:
1. d4 Cf6
2. Cf3 e6
3. c3 d5
4. Cbd2
o da una trasposizione di queste.
Il piano del Bianco consiste nel proseguire con le mosse 5.e3 e 6.Ad3 per poi, generalmente, effettuare la spinta in e4. È un sistema di sviluppo perfettamente solido e insensibile alle mosse del Nero, ma molto rigido, e non offre più che una parità col Nero, se l'avversario sa svilupparsi correttamente. Per questo motivo il sistema Colle viene considerato praticamente innocuo, e raramente giocato ad alti livelli. Viene invece usato spesso in partite blitz, dove permette di giocare le prime 5-10 mosse automaticamente o quasi, risparmiando tempo prezioso.
Una sua variante più utilizzata è invece il sistema Colle-Zuckertort che alla spinta del pedone c3 sostituisce lo sviluppo in fianchetto dell'alfiere camposcuro. Il piano strategico del bianco mira in questo caso a scacciare il cavallo di re nero dalla casella f6, scambiandolo in e4 oppure spingendo il pedone e fino ad e5, per poi sacrificare l'alfiere campochiaro mangiando il pedone h7, allo scopo di indebolire l'arrocco nemico. Per questo motivo tale sacrificio d'alfiere, spesso utilizzato anche a seguito di altre aperture, viene comunemente chiamato sacrificio Colle.
|   | a | b | c | d | e | f | g | h |   |
| 8 | d4 pedone del bianco · b3 pedone del bianco · d3 alfiere del bianco · e3 pedone del bianco · f3 cavallo del bianco · a2 pedone del bianco · b2 alfiere del bianco · c2 pedone del bianco · d2 cavallo del bianco · f2 pedone del bianco · g2 pedone del bianco · h2 pedone del bianco · a1 torre del bianco · d1 donna del bianco · f1 torre del bianco · g1 re del bianco | d4 pedone del bianco · b3 pedone del bianco · d3 alfiere del bianco · e3 pedone del bianco · f3 cavallo del bianco · a2 pedone del bianco · b2 alfiere del bianco · c2 pedone del bianco · d2 cavallo del bianco · f2 pedone del bianco · g2 pedone del bianco · h2 pedone del bianco · a1 torre del bianco · d1 donna del bianco · f1 torre del bianco · g1 re del bianco | d4 pedone del bianco · b3 pedone del bianco · d3 alfiere del bianco · e3 pedone del bianco · f3 cavallo del bianco · a2 pedone del bianco · b2 alfiere del bianco · c2 pedone del bianco · d2 cavallo del bianco · f2 pedone del bianco · g2 pedone del bianco · h2 pedone del bianco · a1 torre del bianco · d1 donna del bianco · f1 torre del bianco · g1 re del bianco | d4 pedone del bianco · b3 pedone del bianco · d3 alfiere del bianco · e3 pedone del bianco · f3 cavallo del bianco · a2 pedone del bianco · b2 alfiere del bianco · c2 pedone del bianco · d2 cavallo del bianco · f2 pedone del bianco · g2 pedone del bianco · h2 pedone del bianco · a1 torre del bianco · d1 donna del bianco · f1 torre del bianco · g1 re del bianco | d4 pedone del bianco · b3 pedone del bianco · d3 alfiere del bianco · e3 pedone del bianco · f3 cavallo del bianco · a2 pedone del bianco · b2 alfiere del bianco · c2 pedone del bianco · d2 cavallo del bianco · f2 pedone del bianco · g2 pedone del bianco · h2 pedone del bianco · a1 torre del bianco · d1 donna del bianco · f1 torre del bianco · g1 re del bianco | d4 pedone del bianco · b3 pedone del bianco · d3 alfiere del bianco · e3 pedone del bianco · f3 cavallo del bianco · a2 pedone del bianco · b2 alfiere del bianco · c2 pedone del bianco · d2 cavallo del bianco · f2 pedone del bianco · g2 pedone del bianco · h2 pedone del bianco · a1 torre del bianco · d1 donna del bianco · f1 torre del bianco · g1 re del bianco | d4 pedone del bianco · b3 pedone del bianco · d3 alfiere del bianco · e3 pedone del bianco · f3 cavallo del bianco · a2 pedone del bianco · b2 alfiere del bianco · c2 pedone del bianco · d2 cavallo del bianco · f2 pedone del bianco · g2 pedone del bianco · h2 pedone del bianco · a1 torre del bianco · d1 donna del bianco · f1 torre del bianco · g1 re del bianco | d4 pedone del bianco · b3 pedone del bianco · d3 alfiere del bianco · e3 pedone del bianco · f3 cavallo del bianco · a2 pedone del bianco · b2 alfiere del bianco · c2 pedone del bianco · d2 cavallo del bianco · f2 pedone del bianco · g2 pedone del bianco · h2 pedone del bianco · a1 torre del bianco · d1 donna del bianco · f1 torre del bianco · g1 re del bianco | 8 |
| 7 | d4 pedone del bianco · b3 pedone del bianco · d3 alfiere del bianco · e3 pedone del bianco · f3 cavallo del bianco · a2 pedone del bianco · b2 alfiere del bianco · c2 pedone del bianco · d2 cavallo del bianco · f2 pedone del bianco · g2 pedone del bianco · h2 pedone del bianco · a1 torre del bianco · d1 donna del bianco · f1 torre del bianco · g1 re del bianco | d4 pedone del bianco · b3 pedone del bianco · d3 alfiere del bianco · e3 pedone del bianco · f3 cavallo del bianco · a2 pedone del bianco · b2 alfiere del bianco · c2 pedone del bianco · d2 cavallo del bianco · f2 pedone del bianco · g2 pedone del bianco · h2 pedone del bianco · a1 torre del bianco · d1 donna del bianco · f1 torre del bianco · g1 re del bianco | d4 pedone del bianco · b3 pedone del bianco · d3 alfiere del bianco · e3 pedone del bianco · f3 cavallo del bianco · a2 pedone del bianco · b2 alfiere del bianco · c2 pedone del bianco · d2 cavallo del bianco · f2 pedone del bianco · g2 pedone del bianco · h2 pedone del bianco · a1 torre del bianco · d1 donna del bianco · f1 torre del bianco · g1 re del bianco | d4 pedone del bianco · b3 pedone del bianco · d3 alfiere del bianco · e3 pedone del bianco · f3 cavallo del bianco · a2 pedone del bianco · b2 alfiere del bianco · c2 pedone del bianco · d2 cavallo del bianco · f2 pedone del bianco · g2 pedone del bianco · h2 pedone del bianco · a1 torre del bianco · d1 donna del bianco · f1 torre del bianco · g1 re del bianco | d4 pedone del bianco · b3 pedone del bianco · d3 alfiere del bianco · e3 pedone del bianco · f3 cavallo del bianco · a2 pedone del bianco · b2 alfiere del bianco · c2 pedone del bianco · d2 cavallo del bianco · f2 pedone del bianco · g2 pedone del bianco · h2 pedone del bianco · a1 torre del bianco · d1 donna del bianco · f1 torre del bianco · g1 re del bianco | d4 pedone del bianco · b3 pedone del bianco · d3 alfiere del bianco · e3 pedone del bianco · f3 cavallo del bianco · a2 pedone del bianco · b2 alfiere del bianco · c2 pedone del bianco · d2 cavallo del bianco · f2 pedone del bianco · g2 pedone del bianco · h2 pedone del bianco · a1 torre del bianco · d1 donna del bianco · f1 torre del bianco · g1 re del bianco | d4 pedone del bianco · b3 pedone del bianco · d3 alfiere del bianco · e3 pedone del bianco · f3 cavallo del bianco · a2 pedone del bianco · b2 alfiere del bianco · c2 pedone del bianco · d2 cavallo del bianco · f2 pedone del bianco · g2 pedone del bianco · h2 pedone del bianco · a1 torre del bianco · d1 donna del bianco · f1 torre del bianco · g1 re del bianco | d4 pedone del bianco · b3 pedone del bianco · d3 alfiere del bianco · e3 pedone del bianco · f3 cavallo del bianco · a2 pedone del bianco · b2 alfiere del bianco · c2 pedone del bianco · d2 cavallo del bianco · f2 pedone del bianco · g2 pedone del bianco · h2 pedone del bianco · a1 torre del bianco · d1 donna del bianco · f1 torre del bianco · g1 re del bianco | 7 |
| 6 | d4 pedone del bianco · b3 pedone del bianco · d3 alfiere del bianco · e3 pedone del bianco · f3 cavallo del bianco · a2 pedone del bianco · b2 alfiere del bianco · c2 pedone del bianco · d2 cavallo del bianco · f2 pedone del bianco · g2 pedone del bianco · h2 pedone del bianco · a1 torre del bianco · d1 donna del bianco · f1 torre del bianco · g1 re del bianco | d4 pedone del bianco · b3 pedone del bianco · d3 alfiere del bianco · e3 pedone del bianco · f3 cavallo del bianco · a2 pedone del bianco · b2 alfiere del bianco · c2 pedone del bianco · d2 cavallo del bianco · f2 pedone del bianco · g2 pedone del bianco · h2 pedone del bianco · a1 torre del bianco · d1 donna del bianco · f1 torre del bianco · g1 re del bianco | d4 pedone del bianco · b3 pedone del bianco · d3 alfiere del bianco · e3 pedone del bianco · f3 cavallo del bianco · a2 pedone del bianco · b2 alfiere del bianco · c2 pedone del bianco · d2 cavallo del bianco · f2 pedone del bianco · g2 pedone del bianco · h2 pedone del bianco · a1 torre del bianco · d1 donna del bianco · f1 torre del bianco · g1 re del bianco | d4 pedone del bianco · b3 pedone del bianco · d3 alfiere del bianco · e3 pedone del bianco · f3 cavallo del bianco · a2 pedone del bianco · b2 alfiere del bianco · c2 pedone del bianco · d2 cavallo del bianco · f2 pedone del bianco · g2 pedone del bianco · h2 pedone del bianco · a1 torre del bianco · d1 donna del bianco · f1 torre del bianco · g1 re del bianco | d4 pedone del bianco · b3 pedone del bianco · d3 alfiere del bianco · e3 pedone del bianco · f3 cavallo del bianco · a2 pedone del bianco · b2 alfiere del bianco · c2 pedone del bianco · d2 cavallo del bianco · f2 pedone del bianco · g2 pedone del bianco · h2 pedone del bianco · a1 torre del bianco · d1 donna del bianco · f1 torre del bianco · g1 re del bianco | d4 pedone del bianco · b3 pedone del bianco · d3 alfiere del bianco · e3 pedone del bianco · f3 cavallo del bianco · a2 pedone del bianco · b2 alfiere del bianco · c2 pedone del bianco · d2 cavallo del bianco · f2 pedone del bianco · g2 pedone del bianco · h2 pedone del bianco · a1 torre del bianco · d1 donna del bianco · f1 torre del bianco · g1 re del bianco | d4 pedone del bianco · b3 pedone del bianco · d3 alfiere del bianco · e3 pedone del bianco · f3 cavallo del bianco · a2 pedone del bianco · b2 alfiere del bianco · c2 pedone del bianco · d2 cavallo del bianco · f2 pedone del bianco · g2 pedone del bianco · h2 pedone del bianco · a1 torre del bianco · d1 donna del bianco · f1 torre del bianco · g1 re del bianco | d4 pedone del bianco · b3 pedone del bianco · d3 alfiere del bianco · e3 pedone del bianco · f3 cavallo del bianco · a2 pedone del bianco · b2 alfiere del bianco · c2 pedone del bianco · d2 cavallo del bianco · f2 pedone del bianco · g2 pedone del bianco · h2 pedone del bianco · a1 torre del bianco · d1 donna del bianco · f1 torre del bianco · g1 re del bianco | 6 |
| 5 | d4 pedone del bianco · b3 pedone del bianco · d3 alfiere del bianco · e3 pedone del bianco · f3 cavallo del bianco · a2 pedone del bianco · b2 alfiere del bianco · c2 pedone del bianco · d2 cavallo del bianco · f2 pedone del bianco · g2 pedone del bianco · h2 pedone del bianco · a1 torre del bianco · d1 donna del bianco · f1 torre del bianco · g1 re del bianco | d4 pedone del bianco · b3 pedone del bianco · d3 alfiere del bianco · e3 pedone del bianco · f3 cavallo del bianco · a2 pedone del bianco · b2 alfiere del bianco · c2 pedone del bianco · d2 cavallo del bianco · f2 pedone del bianco · g2 pedone del bianco · h2 pedone del bianco · a1 torre del bianco · d1 donna del bianco · f1 torre del bianco · g1 re del bianco | d4 pedone del bianco · b3 pedone del bianco · d3 alfiere del bianco · e3 pedone del bianco · f3 cavallo del bianco · a2 pedone del bianco · b2 alfiere del bianco · c2 pedone del bianco · d2 cavallo del bianco · f2 pedone del bianco · g2 pedone del bianco · h2 pedone del bianco · a1 torre del bianco · d1 donna del bianco · f1 torre del bianco · g1 re del bianco | d4 pedone del bianco · b3 pedone del bianco · d3 alfiere del bianco · e3 pedone del bianco · f3 cavallo del bianco · a2 pedone del bianco · b2 alfiere del bianco · c2 pedone del bianco · d2 cavallo del bianco · f2 pedone del bianco · g2 pedone del bianco · h2 pedone del bianco · a1 torre del bianco · d1 donna del bianco · f1 torre del bianco · g1 re del bianco | d4 pedone del bianco · b3 pedone del bianco · d3 alfiere del bianco · e3 pedone del bianco · f3 cavallo del bianco · a2 pedone del bianco · b2 alfiere del bianco · c2 pedone del bianco · d2 cavallo del bianco · f2 pedone del bianco · g2 pedone del bianco · h2 pedone del bianco · a1 torre del bianco · d1 donna del bianco · f1 torre del bianco · g1 re del bianco | d4 pedone del bianco · b3 pedone del bianco · d3 alfiere del bianco · e3 pedone del bianco · f3 cavallo del bianco · a2 pedone del bianco · b2 alfiere del bianco · c2 pedone del bianco · d2 cavallo del bianco · f2 pedone del bianco · g2 pedone del bianco · h2 pedone del bianco · a1 torre del bianco · d1 donna del bianco · f1 torre del bianco · g1 re del bianco | d4 pedone del bianco · b3 pedone del bianco · d3 alfiere del bianco · e3 pedone del bianco · f3 cavallo del bianco · a2 pedone del bianco · b2 alfiere del bianco · c2 pedone del bianco · d2 cavallo del bianco · f2 pedone del bianco · g2 pedone del bianco · h2 pedone del bianco · a1 torre del bianco · d1 donna del bianco · f1 torre del bianco · g1 re del bianco | d4 pedone del bianco · b3 pedone del bianco · d3 alfiere del bianco · e3 pedone del bianco · f3 cavallo del bianco · a2 pedone del bianco · b2 alfiere del bianco · c2 pedone del bianco · d2 cavallo del bianco · f2 pedone del bianco · g2 pedone del bianco · h2 pedone del bianco · a1 torre del bianco · d1 donna del bianco · f1 torre del bianco · g1 re del bianco | 5 |
| 4 | d4 pedone del bianco · b3 pedone del bianco · d3 alfiere del bianco · e3 pedone del bianco · f3 cavallo del bianco · a2 pedone del bianco · b2 alfiere del bianco · c2 pedone del bianco · d2 cavallo del bianco · f2 pedone del bianco · g2 pedone del bianco · h2 pedone del bianco · a1 torre del bianco · d1 donna del bianco · f1 torre del bianco · g1 re del bianco | d4 pedone del bianco · b3 pedone del bianco · d3 alfiere del bianco · e3 pedone del bianco · f3 cavallo del bianco · a2 pedone del bianco · b2 alfiere del bianco · c2 pedone del bianco · d2 cavallo del bianco · f2 pedone del bianco · g2 pedone del bianco · h2 pedone del bianco · a1 torre del bianco · d1 donna del bianco · f1 torre del bianco · g1 re del bianco | d4 pedone del bianco · b3 pedone del bianco · d3 alfiere del bianco · e3 pedone del bianco · f3 cavallo del bianco · a2 pedone del bianco · b2 alfiere del bianco · c2 pedone del bianco · d2 cavallo del bianco · f2 pedone del bianco · g2 pedone del bianco · h2 pedone del bianco · a1 torre del bianco · d1 donna del bianco · f1 torre del bianco · g1 re del bianco | d4 pedone del bianco · b3 pedone del bianco · d3 alfiere del bianco · e3 pedone del bianco · f3 cavallo del bianco · a2 pedone del bianco · b2 alfiere del bianco · c2 pedone del bianco · d2 cavallo del bianco · f2 pedone del bianco · g2 pedone del bianco · h2 pedone del bianco · a1 torre del bianco · d1 donna del bianco · f1 torre del bianco · g1 re del bianco | d4 pedone del bianco · b3 pedone del bianco · d3 alfiere del bianco · e3 pedone del bianco · f3 cavallo del bianco · a2 pedone del bianco · b2 alfiere del bianco · c2 pedone del bianco · d2 cavallo del bianco · f2 pedone del bianco · g2 pedone del bianco · h2 pedone del bianco · a1 torre del bianco · d1 donna del bianco · f1 torre del bianco · g1 re del bianco | d4 pedone del bianco · b3 pedone del bianco · d3 alfiere del bianco · e3 pedone del bianco · f3 cavallo del bianco · a2 pedone del bianco · b2 alfiere del bianco · c2 pedone del bianco · d2 cavallo del bianco · f2 pedone del bianco · g2 pedone del bianco · h2 pedone del bianco · a1 torre del bianco · d1 donna del bianco · f1 torre del bianco · g1 re del bianco | d4 pedone del bianco · b3 pedone del bianco · d3 alfiere del bianco · e3 pedone del bianco · f3 cavallo del bianco · a2 pedone del bianco · b2 alfiere del bianco · c2 pedone del bianco · d2 cavallo del bianco · f2 pedone del bianco · g2 pedone del bianco · h2 pedone del bianco · a1 torre del bianco · d1 donna del bianco · f1 torre del bianco · g1 re del bianco | d4 pedone del bianco · b3 pedone del bianco · d3 alfiere del bianco · e3 pedone del bianco · f3 cavallo del bianco · a2 pedone del bianco · b2 alfiere del bianco · c2 pedone del bianco · d2 cavallo del bianco · f2 pedone del bianco · g2 pedone del bianco · h2 pedone del bianco · a1 torre del bianco · d1 donna del bianco · f1 torre del bianco · g1 re del bianco | 4 |
| 3 | d4 pedone del bianco · b3 pedone del bianco · d3 alfiere del bianco · e3 pedone del bianco · f3 cavallo del bianco · a2 pedone del bianco · b2 alfiere del bianco · c2 pedone del bianco · d2 cavallo del bianco · f2 pedone del bianco · g2 pedone del bianco · h2 pedone del bianco · a1 torre del bianco · d1 donna del bianco · f1 torre del bianco · g1 re del bianco | d4 pedone del bianco · b3 pedone del bianco · d3 alfiere del bianco · e3 pedone del bianco · f3 cavallo del bianco · a2 pedone del bianco · b2 alfiere del bianco · c2 pedone del bianco · d2 cavallo del bianco · f2 pedone del bianco · g2 pedone del bianco · h2 pedone del bianco · a1 torre del bianco · d1 donna del bianco · f1 torre del bianco · g1 re del bianco | d4 pedone del bianco · b3 pedone del bianco · d3 alfiere del bianco · e3 pedone del bianco · f3 cavallo del bianco · a2 pedone del bianco · b2 alfiere del bianco · c2 pedone del bianco · d2 cavallo del bianco · f2 pedone del bianco · g2 pedone del bianco · h2 pedone del bianco · a1 torre del bianco · d1 donna del bianco · f1 torre del bianco · g1 re del bianco | d4 pedone del bianco · b3 pedone del bianco · d3 alfiere del bianco · e3 pedone del bianco · f3 cavallo del bianco · a2 pedone del bianco · b2 alfiere del bianco · c2 pedone del bianco · d2 cavallo del bianco · f2 pedone del bianco · g2 pedone del bianco · h2 pedone del bianco · a1 torre del bianco · d1 donna del bianco · f1 torre del bianco · g1 re del bianco | d4 pedone del bianco · b3 pedone del bianco · d3 alfiere del bianco · e3 pedone del bianco · f3 cavallo del bianco · a2 pedone del bianco · b2 alfiere del bianco · c2 pedone del bianco · d2 cavallo del bianco · f2 pedone del bianco · g2 pedone del bianco · h2 pedone del bianco · a1 torre del bianco · d1 donna del bianco · f1 torre del bianco · g1 re del bianco | d4 pedone del bianco · b3 pedone del bianco · d3 alfiere del bianco · e3 pedone del bianco · f3 cavallo del bianco · a2 pedone del bianco · b2 alfiere del bianco · c2 pedone del bianco · d2 cavallo del bianco · f2 pedone del bianco · g2 pedone del bianco · h2 pedone del bianco · a1 torre del bianco · d1 donna del bianco · f1 torre del bianco · g1 re del bianco | d4 pedone del bianco · b3 pedone del bianco · d3 alfiere del bianco · e3 pedone del bianco · f3 cavallo del bianco · a2 pedone del bianco · b2 alfiere del bianco · c2 pedone del bianco · d2 cavallo del bianco · f2 pedone del bianco · g2 pedone del bianco · h2 pedone del bianco · a1 torre del bianco · d1 donna del bianco · f1 torre del bianco · g1 re del bianco | d4 pedone del bianco · b3 pedone del bianco · d3 alfiere del bianco · e3 pedone del bianco · f3 cavallo del bianco · a2 pedone del bianco · b2 alfiere del bianco · c2 pedone del bianco · d2 cavallo del bianco · f2 pedone del bianco · g2 pedone del bianco · h2 pedone del bianco · a1 torre del bianco · d1 donna del bianco · f1 torre del bianco · g1 re del bianco | 3 |
| 2 | d4 pedone del bianco · b3 pedone del bianco · d3 alfiere del bianco · e3 pedone del bianco · f3 cavallo del bianco · a2 pedone del bianco · b2 alfiere del bianco · c2 pedone del bianco · d2 cavallo del bianco · f2 pedone del bianco · g2 pedone del bianco · h2 pedone del bianco · a1 torre del bianco · d1 donna del bianco · f1 torre del bianco · g1 re del bianco | d4 pedone del bianco · b3 pedone del bianco · d3 alfiere del bianco · e3 pedone del bianco · f3 cavallo del bianco · a2 pedone del bianco · b2 alfiere del bianco · c2 pedone del bianco · d2 cavallo del bianco · f2 pedone del bianco · g2 pedone del bianco · h2 pedone del bianco · a1 torre del bianco · d1 donna del bianco · f1 torre del bianco · g1 re del bianco | d4 pedone del bianco · b3 pedone del bianco · d3 alfiere del bianco · e3 pedone del bianco · f3 cavallo del bianco · a2 pedone del bianco · b2 alfiere del bianco · c2 pedone del bianco · d2 cavallo del bianco · f2 pedone del bianco · g2 pedone del bianco · h2 pedone del bianco · a1 torre del bianco · d1 donna del bianco · f1 torre del bianco · g1 re del bianco | d4 pedone del bianco · b3 pedone del bianco · d3 alfiere del bianco · e3 pedone del bianco · f3 cavallo del bianco · a2 pedone del bianco · b2 alfiere del bianco · c2 pedone del bianco · d2 cavallo del bianco · f2 pedone del bianco · g2 pedone del bianco · h2 pedone del bianco · a1 torre del bianco · d1 donna del bianco · f1 torre del bianco · g1 re del bianco | d4 pedone del bianco · b3 pedone del bianco · d3 alfiere del bianco · e3 pedone del bianco · f3 cavallo del bianco · a2 pedone del bianco · b2 alfiere del bianco · c2 pedone del bianco · d2 cavallo del bianco · f2 pedone del bianco · g2 pedone del bianco · h2 pedone del bianco · a1 torre del bianco · d1 donna del bianco · f1 torre del bianco · g1 re del bianco | d4 pedone del bianco · b3 pedone del bianco · d3 alfiere del bianco · e3 pedone del bianco · f3 cavallo del bianco · a2 pedone del bianco · b2 alfiere del bianco · c2 pedone del bianco · d2 cavallo del bianco · f2 pedone del bianco · g2 pedone del bianco · h2 pedone del bianco · a1 torre del bianco · d1 donna del bianco · f1 torre del bianco · g1 re del bianco | d4 pedone del bianco · b3 pedone del bianco · d3 alfiere del bianco · e3 pedone del bianco · f3 cavallo del bianco · a2 pedone del bianco · b2 alfiere del bianco · c2 pedone del bianco · d2 cavallo del bianco · f2 pedone del bianco · g2 pedone del bianco · h2 pedone del bianco · a1 torre del bianco · d1 donna del bianco · f1 torre del bianco · g1 re del bianco | d4 pedone del bianco · b3 pedone del bianco · d3 alfiere del bianco · e3 pedone del bianco · f3 cavallo del bianco · a2 pedone del bianco · b2 alfiere del bianco · c2 pedone del bianco · d2 cavallo del bianco · f2 pedone del bianco · g2 pedone del bianco · h2 pedone del bianco · a1 torre del bianco · d1 donna del bianco · f1 torre del bianco · g1 re del bianco | 2 |
| 1 | d4 pedone del bianco · b3 pedone del bianco · d3 alfiere del bianco · e3 pedone del bianco · f3 cavallo del bianco · a2 pedone del bianco · b2 alfiere del bianco · c2 pedone del bianco · d2 cavallo del bianco · f2 pedone del bianco · g2 pedone del bianco · h2 pedone del bianco · a1 torre del bianco · d1 donna del bianco · f1 torre del bianco · g1 re del bianco | d4 pedone del bianco · b3 pedone del bianco · d3 alfiere del bianco · e3 pedone del bianco · f3 cavallo del bianco · a2 pedone del bianco · b2 alfiere del bianco · c2 pedone del bianco · d2 cavallo del bianco · f2 pedone del bianco · g2 pedone del bianco · h2 pedone del bianco · a1 torre del bianco · d1 donna del bianco · f1 torre del bianco · g1 re del bianco | d4 pedone del bianco · b3 pedone del bianco · d3 alfiere del bianco · e3 pedone del bianco · f3 cavallo del bianco · a2 pedone del bianco · b2 alfiere del bianco · c2 pedone del bianco · d2 cavallo del bianco · f2 pedone del bianco · g2 pedone del bianco · h2 pedone del bianco · a1 torre del bianco · d1 donna del bianco · f1 torre del bianco · g1 re del bianco | d4 pedone del bianco · b3 pedone del bianco · d3 alfiere del bianco · e3 pedone del bianco · f3 cavallo del bianco · a2 pedone del bianco · b2 alfiere del bianco · c2 pedone del bianco · d2 cavallo del bianco · f2 pedone del bianco · g2 pedone del bianco · h2 pedone del bianco · a1 torre del bianco · d1 donna del bianco · f1 torre del bianco · g1 re del bianco | d4 pedone del bianco · b3 pedone del bianco · d3 alfiere del bianco · e3 pedone del bianco · f3 cavallo del bianco · a2 pedone del bianco · b2 alfiere del bianco · c2 pedone del bianco · d2 cavallo del bianco · f2 pedone del bianco · g2 pedone del bianco · h2 pedone del bianco · a1 torre del bianco · d1 donna del bianco · f1 torre del bianco · g1 re del bianco | d4 pedone del bianco · b3 pedone del bianco · d3 alfiere del bianco · e3 pedone del bianco · f3 cavallo del bianco · a2 pedone del bianco · b2 alfiere del bianco · c2 pedone del bianco · d2 cavallo del bianco · f2 pedone del bianco · g2 pedone del bianco · h2 pedone del bianco · a1 torre del bianco · d1 donna del bianco · f1 torre del bianco · g1 re del bianco | d4 pedone del bianco · b3 pedone del bianco · d3 alfiere del bianco · e3 pedone del bianco · f3 cavallo del bianco · a2 pedone del bianco · b2 alfiere del bianco · c2 pedone del bianco · d2 cavallo del bianco · f2 pedone del bianco · g2 pedone del bianco · h2 pedone del bianco · a1 torre del bianco · d1 donna del bianco · f1 torre del bianco · g1 re del bianco | d4 pedone del bianco · b3 pedone del bianco · d3 alfiere del bianco · e3 pedone del bianco · f3 cavallo del bianco · a2 pedone del bianco · b2 alfiere del bianco · c2 pedone del bianco · d2 cavallo del bianco · f2 pedone del bianco · g2 pedone del bianco · h2 pedone del bianco · a1 torre del bianco · d1 donna del bianco · f1 torre del bianco · g1 re del bianco | 1 |
|   | a | b | c | d | e | f | g | h |   |

| Controllo di autorità | GND (DE) 4283944-0 |